# 八戸鉱山
座標: 北緯40度27分02秒 東経141度32分15秒 / 北緯40.4505度 東経141.5376度

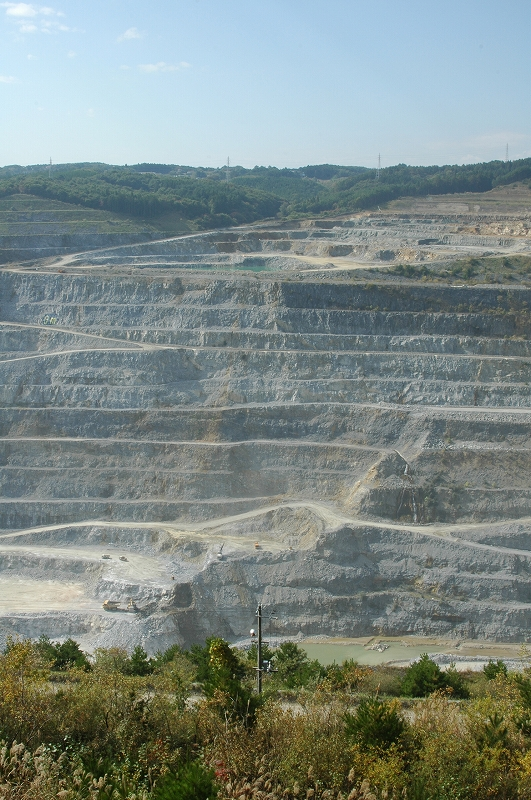
八戸鉱山

八戸鉱山（はちのへ こうざん）は、青森県八戸市にある露天掘りの鉱山である。石灰石を採掘しており、現在でも操業中である。八戸鉱山株式会社が経営している。地元では、八戸キャニオンと呼ばれている。展望台も設置されていて自由に眺めることができる。

## 採掘

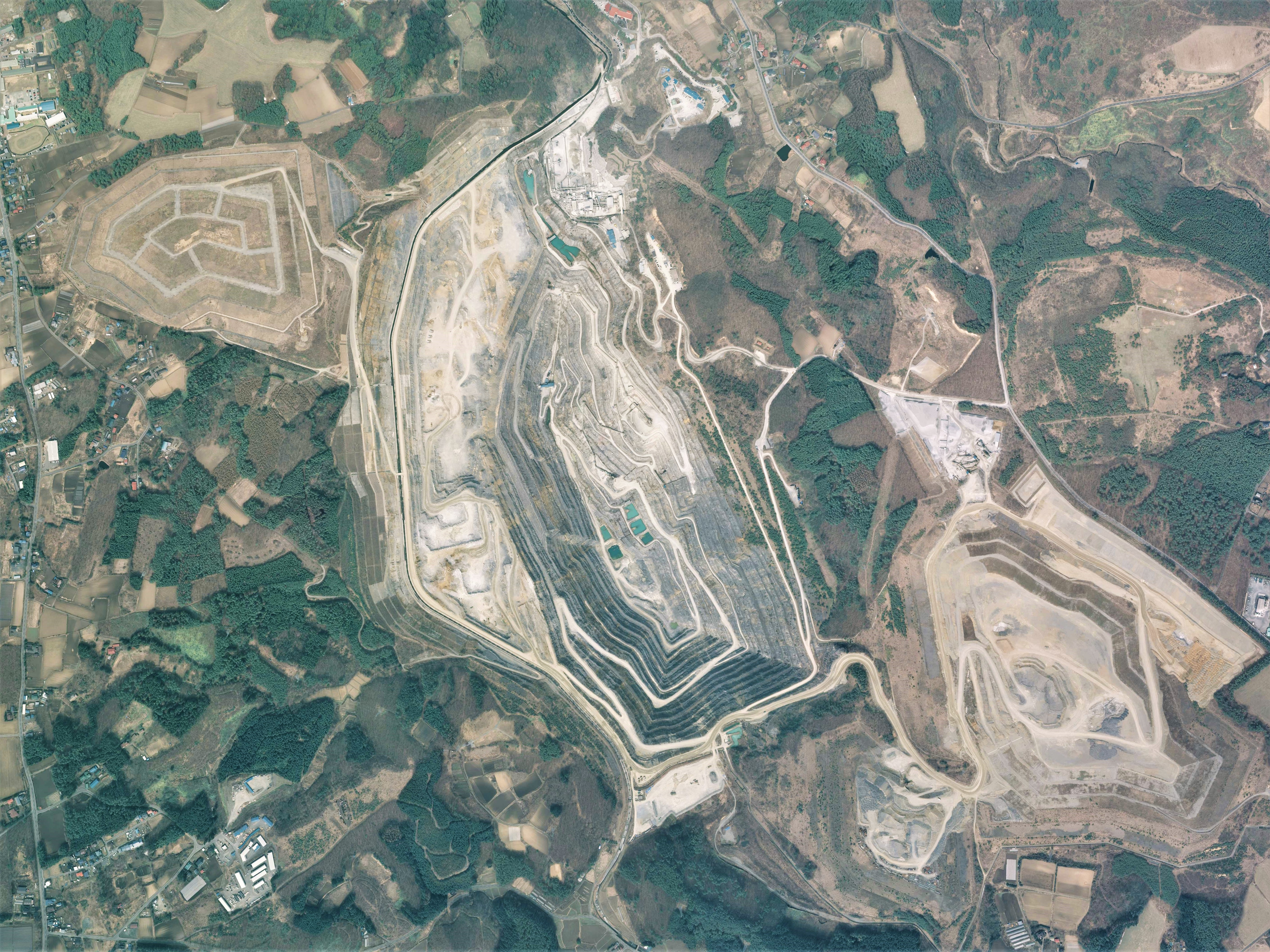
八戸鉱山周辺の空中写真。2013年4月16日撮影の7枚を合成作成。
。

人工ではあるものの日本一標高が低い（陸地上の）地点が存在する。その深さは海抜約-170m、つまり海面下である。かつては海抜0mに目印があったが、採掘が進んで消えてしまっている。
総延長が10kmにも及ぶ地下輸送管が八戸港埠頭まで延び、採掘された石灰石をベルトコンベアで輸送している。石灰資源の一部は八戸セメントに送られている。　
鉱山はすり鉢状に掘り進められたが、これ以上深く掘削するには横側に掘り進める必要がでてきたため、西側に200mほど拡張する予定である。

### 基本データ
- 鉱区の幅：南北に約2km、東西に約1.2km
- 深度：海抜-170m 地表（川面）から190m
- 石灰石埋蔵量：10億トン

## 歴史
- 1970年（昭和45年） 八戸埠頭へ石灰を運ぶためのトンネルの建設が始まる
- 1973年（昭和48年） 八戸鉱山から八戸埠頭までの地下輸送管が完成する

## 法人概要
日鉄鉱業の子会社である八戸鉱山株式会社が所有、経営している。旧商号は住金鉱業株式会社。かつては新日鉄住金（現：日本製鉄）の傘下にあったが、2013年に新日鐵住金が保有する全株式（持株比率70%）を日鉄鉱業に譲渡し、同社の子会社となった。それにともない、2014年4月1日に社名を八戸鉱山株式会社に変更した。

## アクセス
- 東北自動車道
  - 「八戸IC」より車で25分。
- JR東北新幹線・東北本線
  - 「八戸駅」よりタクシー30分。